# 盧岳
盧岳（729年-788年），字周翰，范陽人，唐朝政治人物。范陽盧氏北祖大房盧淵的後裔，父親盧抗曾任聞喜縣令。

## 生平
盧岳在唐玄宗天寶末年中明經科，開啟他的仕途。唐德宗建中初年起，陸續擔任容管經略使及桂管經略使等職務。
貞元三年拜少府監，擔任陝虢觀察使。貞元四年卒於任上，年六十歲。

## 家庭糾紛
盧岳納妾裴氏，裴氏有生下孩子。然而在盧岳去世後，盧岳妻子分配財產沒有分給裴氏，裴氏因此去官府狀告此事。主審此案的官員是穆贊，盧岳的同輩族人盧佋佐理此案，而要求將將原告裴氏定罪，穆贊拒絕。盧佋於是借助宰相竇參的勢力，誣陷穆贊下獄，穆贊的弟弟穆賞上京為兄長鳴冤，才讓穆贊倖免於難。

## 家庭
- 妻：隴西李氏[1]
- 妾：裴氏[2]
- 子：盧載、盧戣、盧戡[1]